# Паннаин, Гвидо
Гви́до Панна́ин (итал. Guido Pannain; 17 ноября 1891, Неаполь, Италия — 6 сентября 1977, там же) — итальянский музыковед, композитор и педагог.

## Биография
Автор ряда исследований по истории и теории музыки, монографий о Клаудио Монтеверди, Людвиге ван Бетховене, Рихарде Вагнере, Джузеппе Верди и других композиторах. Много публиковался в прессе. Вместе с Андреа Делла Корте опубликовал трёхтомную «Историю музыки». В 1915—1961 годах преподавал в Неаполитанской консерватории, где в 1916—1947 годах заведовал кафедрой истории музыки.

## Публикации
- Lineamenti di storia della musica, 1922
- Storia della musica, 1942
- La vita del linguaggio musicale, 1947
- Ottocento musicale italiano, 1952
- Musicisti dei tempi nuovi, 1954, второе издание
- Wagner, 1965

## Сочинения
- опера «Непрошенная» / L'intrusa (1940, Генуя, по Морису Метерлинку)
- опера «Беатриче Ченчи» / Beatrice Cenci (1942, о знаменитой средневековой преступнице Беатриче Ченчи)
- опера «Мадам Бовари» / Madame Bovary (1955, Неаполь, по Гюставу Флоберу)
- Quartetto, концерт для виолончели, скрипки и арфы с оркестром
- Trio, концерт для скрипки, виолончели с оркестром
- Fontane d'oltremare, movimento sinfonico per archi
- Concerto per pianoforte e orchestra (1968)
- Requiem
- Stabat Mater